# Alexander Schütz
Gerd Alexander Schütz (* 1967 in Linz) ist ein österreichischer Unternehmer, Investor und Gründer. Er ist Vorstandsvorsitzender der C-Quadrat Investment Group in Wien und war Mitglied im Aufsichtsrat der Deutschen Bank AG, bis er im Zuge der Wirecard-Affäre sein Mandat für den Aufsichtsrat im März 2021 zurücklegte.

## Werdegang und Investitionen
Nach der Matura an der Handelsakademie in Wien studierte Schütz von 1988 bis 1992 an der Wirtschaftsuniversität Wien Betriebswirtschaftslehre, ohne das Studium abzuschließen, und legte 1993 die staatliche Konzessionsprüfung als Vermögensverwalter ab.
1991 gründete Schütz gemeinsam mit Thomas Rieß in Wien die Vermögensverwaltung C-Quadrat Investment AG, als dessen Vorstand er seitdem fungiert. In der Firmengruppe nahm Schütz unterschiedliche Positionen in den verschiedenen Unternehmen wahr: So war er von 2004 bis 2008 im Vorstand der C-Quadrat Deutschland AG und von 2012 bis 2017 Geschäftsführer der C-Quadrat Deutschland GmbH. 2018 hatte der chinesische Mischkonzern HNA Group die Mehrheit an der Vermögensverwaltung übernommen. 2019 kaufte Schütz gemeinsam mit dem Aktionär Cristobal Mendez de Vigo die Mehrheitsanteile zurück.
Über die San Gabriel Privatstiftung und als Stifter der Alex Schütz Familienstiftung in Liechtenstein bündelt er seit Jahren verschiedene Managementbeteiligungen und Investments: Seit 2016 zählt Schütz zu den Hauptaktionären und Gründern des südafrikanischen Start-Up-Unternehmens Lulalend, das sich auf die Online-Vergabe von Mikrokrediten spezialisiert hat. Außerdem ist Schütz Mitbegründer von Limestone Capital, die auf Europa konzentrierte Real-Estate-Investment-Fonds auflegen. 2019 beteiligten sich Schütz und Helmut Essl (Beteiligter an eXXpress) an der Slimbiotics GmbH, die sich auf probiotische Schlankmacher spezialisiert hat. Im Gesundheitsbereich hielt Schütz seit 2015 Anteile an der HSO Health Care, die sich auf Probiotika für Frauen spezialisierte. Im April 2020 verkauften Schütz und Essl ihre Firmenanteile. 2019 gründete Schütz gemeinsam mit dem Tech-Investor Christian Angermayer den Fonds Presight Capital. Mit Angermayer startete Schütz 2020 den VC-Fonds für das Start-Up Elevat3. Außerdem hält Schütz seit 2018 Anteile an dem Wiener Waffenausstatter Joh. Springers Erben.
Schütz ist Botschaftsrat der Permanent Observer Mission des Souveränen Malteserordens bei den Vereinten Nationen.
2020 zog Schütz in den Aufsichtsrat der Cyan AG ein, die spezialisiert auf die Cybersicherheit für mobile Telefone ist und deren Gründer und Hauptaktionär Schütz ist.
2020 erwarb Schütz von der Sparkasse Bremen die Luxemburger Privatbank Freie Internationale Sparkasse S.A. (FIS) und stieg damit ins Private Banking und Wealth Management ein.
Gemeinsam mit Sebastian Kurz über dessen SK Management GmbH gründete er die AS2K Beteiligungs GmbH, an der Schütz 50 Prozent der Unternehmensanteile hält.

## Wirecard-Affäre
Von 2017 bis 2021 saß Alexander Schütz im Aufsichtsrat der Deutschen Bank AG, in dem er bis 2023 bestellt gewesen wäre. In dieser Funktion war er auch zum Mitglied des Nominierungsausschusses und Vergütungskontrollausschusses gewählt worden. Zunächst übernahm er diesen Posten 2017 für den chinesischen Mischkonzern HNA.
Schütz war im Austausch mit Markus Braun, dem Ex-Chef des Zahlungsdienstleisters Wirecard. Da die Financial Times immer wieder über Ungereimtheiten bei Wirecard berichtete, riet Alexander Schütz Markus Braun: „Macht diese Zeitung fertig“.
Im Zuge der Wirecard-Affäre legte Schütz im März 2021 sein Mandat für den Aufsichtsrat der Deutschen Bank zurück.

## Ibiza-Untersuchungsausschuss
Im Zuge des Ibiza-Untersuchungsausschusses wurde Schütz 2021 als Zeuge vorgeladen. Die Entschuldigung für das Nichterscheinen wegen einer Auslandsreise wurde in der Folge nicht akzeptiert und gleichzeitig eine Beugestrafe in der Höhe von 3.500 € beantragt. Schütz habe die Auslandsreise erst nach Erhalt und Kenntnisnahme der Ladung zum U-Ausschuss gebucht.

## Privates
Das Schloss Neuwaldegg befindet sich im Privatbesitz von Alexander Schütz.
Im Jahr 2016 wohnte der ukrainische Oligarch Dmytro Firtasch in der Hietzinger Villa von Alexander Schütz. Dmytro Firtasch wehrte sich gegen eine Auslieferung in die USA wegen einer Korruptionscausa.
Schütz ist mit der Juristin Eva Hieblinger-Schütz verheiratet, die seit März 2021 auch als Herausgeberin und Miteigentümerin des Digitalmediums eXXpress tätig ist.

## Soziales Engagement
Schütz gründete die Schütz Angermayer Afrika Stiftung, die in Projekte in der Sub-Sahara investiert. Seine Firma C-Quadrat Investment AG unterstützt zahlreiche soziale Projekte.

## Auszeichnungen
- 2017: Großkreuz „Pro Merito Melitensi“ des Souveränen Malteserordens.[37]